# Hyperaeschra innotata
Hyperaeschra innotata är en fjärilsart som beskrevs av George Francis Hampson. Hyperaeschra innotata ingår i släktet Hyperaeschra och familjen tandspinnare. Inga underarter finns listade i Catalogue of Life.